# Перелік пам'яток культурної спадщини, що не підлягають приватизації (Запорізька область)
В Запорізькій області до переліку пам'яток культурної спадщини, що не підлягають приватизації, внесено 13 об'єктів культурної спадщини України.

## Запорізька міська рада
| Найменування пам'ятки                                    | Час створення                            | Місце розташування                         | Охоронний номер |
| -------------------------------------------------------- | ---------------------------------------- | ------------------------------------------ | --------------- |
| Будинок лікаря Г. Бера                                   | кінець XIX — початок XX сторіччя         | м. Запоріжжя, вул. Святого Миколая, 27     | 9-Зп            |
| Будинок Катерининської залізниці                         | 1904 рік                                 | м. Запоріжжя, вул. К. Великого, 1          | 1200            |
| Будинок першої теплової електростанції м. Олександрівськ | 1913 рік                                 | м. Запоріжжя, вул. Поштова, 73             | 1204            |
| Будинок чоловічої гімназії                               | 1909 рік                                 | м. Запоріжжя, вул. В. Жуковського, 66      | 13-Зп           |
| Будинок житловий Я. Нібура                               | кінець XIX — початок XX сторіччя         | м. Запоріжжя, вул. Сергія Серікова, 28     | 12-Зп           |
| Будинок концертного залу імені М. Глінки                 | 1953 рік                                 | м. Запоріжжя, просп. Соборний, 183         | 11-Зп           |
| Комплекс пам'яток Національного заповідника «Хортиця»    | III тисячоліття до н. е. — XIII сторіччя | м. Запоріжжя, о. Хортиця                   | 911/1           |
| Мости інженера Б. М. Преображенського                    | 1946 рік                                 | м. Запоріжжя, р. Дніпро — р. Старий Дніпро | 16-Зп           |

## Бердянський район
| Земляні укріплення Петрівської фортеці | 1770 рік | с. Новопетрівка, узбережжя Азовського моря | 1135 |

## Василівський район
| Садиба «Замок В. С. Попова»: | 1894 рік | м. Василівка, вул. Дружби, 2       | 1-Зп/0 |
| флігель № 1                  | 1894 рік | м. Василівка, вул. Ю. Гагаріна, 16 | 1-Зп/1 |
| флігель № 2                  | 1894 рік | м. Василівка, вул. Ю. Гагаріна, 16 | 1-Зп/2 |
| флігель № 3                  | 1894 рік | м. Василівка, вул. Ю. Гагаріна, 16 | 1-Зп/3 |
| стайня                       | 1894 рік | м. Василівка, вул. Ю. Гагаріна, 16 | 1-Зп/4 |
| каретна                      | 1894 рік | м. Василівка, вул. Ю. Гагаріна, 16 | 1-Зп/5 |
| видова башта                 | 1894 рік | м. Василівка, вул. Ю. Гагаріна, 16 | 1-Зп/6 |
| капличка                     | 1894 рік | м. Василівка, вул. Ю. Гагаріна, 12 | 1-Зп/7 |

## Пологівський район
| Земляні укріплення Олексіївської фортеці | 1770 рік | с. Ланцеве, за 0,5 кілометра від села        | 1532 |
| Земляні укріплення Кирилівської фортеці  | 1770 рік | с. Семенівка, за 1 кілометр на схід від села | 1638 |

## Оріхівський район
| Земляні укріплення Микитинської фортеці | 1770 рік | смт Комишуваха, за 4 кілометри на схід від села | 1610 |